# The Suburbs
Albums de Arcade Fire
Neon Bible
(2007) Reflektor
(2013)
Singles
1. The Suburbs
Sortie : 1er juin 2010
2. We Used to Wait
Sortie : 1er août 2010
3. Ready to Start
Sortie : 3 octobre 2010
4. City with No Children
Sortie : 14 mars 2011

The Suburbs est le troisième album studio du groupe Arcade Fire sorti en 2010. Ses chansons évoquent le quotidien dans les banlieues résidentielles américaines. Il est très bien accueilli par la critique et s'est classé à la première place des ventes d'albums dans plusieurs pays, dont le Canada, les États-Unis et le Royaume-Uni. Il est récompensé par le Grammy Award du meilleur album, le Brit Award du meilleur album international et le prix Juno du meilleur album.

## Historique
Après deux années durant lesquelles le groupe s'est fait très discret, Arcade Fire annonce la sortie de son troisième album le 27 mai 2010 et deux morceaux sont disponibles le même jour au téléchargement : The Suburbs et Month of May. We Used to Wait est également diffusé sur les radios en Europe, et Ready to Start en Amérique. Une version longue de The Suburbs est par ailleurs disponible au téléchargement à l'occasion d'un concert gratuit à Longueuil, une banlieue de Montréal, le 9 juin. Pour la sortie de l'album, le 2 août, huit pochettes différentes sont réalisées, représentant toutes la même voiture garée au premier plan vue depuis l'arrière et un paysage typique de banlieue résidentielle dans le fond.
Les chansons de l'album traitent de la vie dans les banlieues résidentielles et ont été inspirées par la jeunesse de Win et William Butler, qu'ils ont passée dans une banlieue de Houston. Selon Win Butler, l'album n'est « ni une déclaration d'amour, ni une mise en cause de la banlieue, c'est un témoignage venant de la banlieue ». L'album est enregistré à Montréal, chez Win Butler et Régine Chassagne, ainsi qu'en studio au Québec et à New York. Win Butler décrit le son de l'album comme « un mélange entre Depeche Mode et Neil Young » et déclare qu'il voulait qu'il soit comparable aux « groupes que j'écoutais quand j'étais très jeune en me demandant ce qu'étaient ces bruits insensés ».
Une édition Deluxe de l'album sort le 27 juin 2011. Elle comprend deux titres inédits, Culture War et Speaking in Tongues (avec une participation de David Byrne aux chœurs), un remix de Ready to Start, Wasted Hours en version étendue, le court-métrage de Spike Jonze Scenes From The Suburbs et un livret de 80 pages.
Le titre Ready to Start est repris en août 2013 par le groupe Tears for Fears.

## Tournée
Le groupe est en tournée de juin 2010 à septembre 2011, essentiellement en Amérique du Nord et en Europe. Au début de cette tournée, leur concert du 5 août 2010 au Madison Square Garden est filmé par Terry Gilliam et diffusé en direct sur YouTube.

## Accueil critique
L'album recueille de très bonnes critiques, obtenant un score de 87/100, sur la base de 43 critiques collectées, sur le site Metacritic. Pour Rob Sheffield, de Rolling Stone, qui lui donne 4 étoiles sur 5, ce « fantastique troisième album » est une « beigne émotionnelle », où Arcade Fire « place d'instinct ses plus intimes confessions à l'échelle des arènes rock ». Ian Cohen, de Pitchfork, lui donne la note de 8,6/10, évoquant « une collection généreusement rythmée de méditations sur la responsabilité familiale, les déceptions d'ordre privé et la fugace jeunesse » avec des « chansons intenses mais jamais trop compliquées […] qui laissent de l'espace pour les inoubliables numéros mélodieux de Win Butler », l'album atteignant « un sommet monumental dans sa conclusion » avec les deux parties de Sprawl. Emily Mackay, du New Musical Express, lui donne la note de 9/10, estimant que l'album est un « chef-d'œuvre ambitieux mais accessible », « hanté par les souvenirs se trouvant juste hors de notre portée » et « empli d'une atmosphère subtile au son unique ». David Marchese, de Spin, lui donne la note de 9/10, évoquant un « embrasement intense » « qui se prolonge avidement vers l'extérieur, rappelant le miasme dystopique des romans de science-fiction de William Gibson et les odyssées à la guitare de Sonic Youth ».
Pierre Siankowski, des Inrockuptibles, écrit que c'est un « album fourmillant, probablement long à dompter. Mais finalement, la joie n’en sera que plus grande ». L'album est « moins sombre » que les précédents, un « relâchement relatif [qui] permet à Arcade Fire, une fois encore, de nous surprendre. Souvent, nous éblouir ». Christian Larrède, de Music Story, lui donne 4 étoiles sur 5, affirmant que l'album est « un disque d’alerte, le signal clair et tendu qu’il convient désormais de privilégier la pertinence d’une histoire qui nous est commune, face au quotidien superficiel. Et un album magnifique […] qui prend le pari de l’intelligence, et un groupe qui prend celui de la sincérité. Une réussite éclatante ».

## Récompenses
L'album permet au groupe de remporter plusieurs récompenses musicales. The Suburbs est récompensé en 2011 par le Grammy Award du meilleur album et le prix de musique Polaris. Lors des Brit Awards 2011, Arcade Fire remporte deux prix dans les catégories du meilleur album international et du meilleur groupe international. Et le groupe est lauréat dans trois catégories au prix Juno 2011 : meilleur album, groupe de l'année et meilleur album de musique alternative.

## Liste des chansons
Toutes les paroles sont écrites par Arcade Fire, toute la musique est composée par Arcade Fire.
| 1.  | The Suburbs                            | 5:15 |
| 2.  | Ready to Start                         | 4:15 |
| 3.  | Modern Man                             | 4:39 |
| 4.  | Rococo                                 | 3:56 |
| 5.  | Empty Room                             | 2:51 |
| 6.  | City with No Children                  | 3:11 |
| 7.  | Half Light I                           | 4:13 |
| 8.  | Half Light II (No Celebration)         | 4:27 |
| 9.  | Suburban War                           | 4:45 |
| 10. | Month of May                           | 3:50 |
| 11. | Wasted Hours                           | 3:20 |
| 12. | Deep Blue                              | 4:28 |
| 13. | We Used to Wait                        | 5:01 |
| 14. | Sprawl I (Flatland)                    | 2:54 |
| 15. | Sprawl II (Mountains Beyond Mountains) | 5:25 |
| 16. | The Suburbs (continued)                | 1:27 |

## Classements et certifications
| Pays               | Positions |
| ------------------ | --------- |
| Allemagne          | 4         |
| Australie          | 6         |
| Autriche           | 10        |
| Belgique Comm. fl. | 1         |
| Belgique Comm. fr. | 4         |
| Canada             | 1         |
| Danemark           | 2         |
| Espagne            | 2         |
| États-Unis         | 1         |
| Finlande           | 5         |
| France             | 3         |
| Grèce              | 2         |
| Irlande            | 1         |
| Italie             | 17        |
| Mexique            | 23        |
| Norvège            | 1         |
| Nouvelle-Zélande   | 3         |
| Pays-Bas           | 4         |
| Portugal           | 1         |
| Royaume-Uni        | 1         |
| Suède              | 8         |
| Suisse             | 3         |

| Pays        | Ventes    | Certifications |
| ----------- | --------- | -------------- |
| Australie   | 35 000 +  | Or             |
| Belgique    | 15 000 +  | Or             |
| Canada      | 160 000 + | 2 × Platine    |
| Danemark    | 10 000 +  | Or             |
| États-Unis  | 500 000 + | Or             |
| France      | 50 000 +  | Or             |
| Irlande     | 15 000 +  | Platine        |
| Royaume-Uni | 300 000 + | Platine        |